# Petro Mohyla

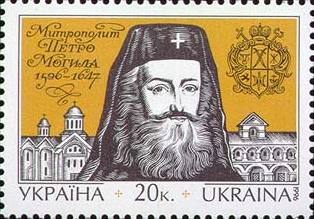
Ukrainische Briefmarke anlässlich des 400. Geburtstags von Petro Mohyla (1996)

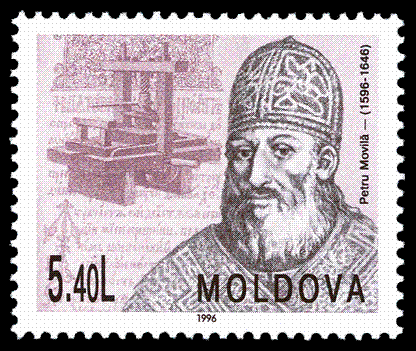
Moldawische Briefmarke zum selben Anlass (1996)

Petro Symeonowytsch Mohyla (ukrainisch Петро Симеонович Могила, rumänisch Petru Movilă; * 21. Dezember 1596 in Suceava; † 11. Januar 1647 in Kiew) war ein ukrainischer Theologe und Herausgeber moldawischer Herkunft. Er war Funktionär in Politik, Kirche und Bildungswesen, war seit 1633 Metropolit von Kiew, Galizien und dem ganzen Rus. Er gilt als Heiliger.

## Leben

### Kindheit
Petro Mohyla entstammt einem alten und angesehenen moldawischen Geschlecht. Er wurde als Sohn Simeon Mohylas, des Hospodars über das Fürstentum Walachei (und eine Zeit lang auch über das Fürstentum Moldau) und der siebenbürgischen Fürstin Margaret geboren.
Im Jahre 1607 starb der Vater nach Machtkämpfen. Aufgrund der Übernahme von dessen Territorien durch Kantemir Murza 1612 mussten die Fürstin Margaret und ihr Sohn Moldawien verlassen und wanderten in die ukrainischen Gebiete aus. Hier wurden sie von Verwandten – den Fürsten Stefan Polozkyj, Samuil Korezkyj und Mychajlo Wyschnewezkyj – aufgenommen.

### Ausbildung
Seine grundlegende pädagogische Ausbildung bekam Petro Mohyla in der Lwiwer Bruderschaftsschule, die 1586 zum Schutz und zur Bewahrung des orthodoxen Glaubens gegründet wurde. Die Familie Mohyla war selbst orthodox und pflegte enge Beziehungen zur Lwiwer Bruderschaft, indem sie diese mit Geld und Leistungen beim Aufbau unterstützte.
Seine weitere Ausbildung erlangte Petro Mohyla auf europäischen Universitäten. Manche Historiker sind der Meinung, er hätte anfänglich auf der polnischen Akademie in Zamość, danach in holländischen Institutionen und in Paris studiert.
Petro Mohyla sprach fließend Griechisch sowie Latein und machte sich schnell mit der Theologie vertraut. Zurück in Polen, ging er in den Kriegsdienst und nahm an den Schlachten von Zezor (1620) und von Chotyn (1621) teil.

### Kirchliche Laufbahn
Über den Abschnitt des Lebens Mohylas, angefangen von seiner Teilnahme an der Schlacht von Chotyn bis zu seiner Weihe zum Archimandriten des Kiewer Höhlenklosters, berichten nur wenige Zeugnisse. Ersichtlich ist nur, dass Mohyla in dieser Zeit häufig Kiew besucht und aktiv in den Angelegenheiten des orthodoxen Glaubens mitgewirkt hatte. Besonders beeinflusst hatten Mohyla zu dieser Zeit die vielen Zusammenkünfte mit Iow Borezkyj, der schon in der Lwiwer Bruderschaftsschule sein Lehrer war. Die Gespräche mit dem Metropoliten Iow vollendeten die Ausformung von Mohylas Ansichten und waren bestimmend für seinen weiteren Lebensweg.
1625 trat Mohyla als Mönch in das Kiewer Höhlenkloster ein. Nach dem Tod von Zacharias Kopystenski, dem Archimandriten der Kiewer Lawra, erhielt Petro Mohyla dieses Amt. Zu diesem Zeitpunkt war er 30 Jahre alt. In diesem Alter auf eine solch hohe kirchliche Position gewählt zu werden, war keine Unmöglichkeit. Offensichtlich half hier die Unterstützung Borezkyjs und anderer einflussreicher Szlachta-Familien des orthodoxen Glaubens.
1628 bestätigte der polnische König Sigismund III. Mohyla in dessen Amt.
„Der neue Archimandrit“, vermerkt Mykola Kostomarow über ihn, „begann sofort mit seiner Tätigkeit zum Wohle des Klosters, indem er Aufsicht über die Kirchendiener verordnete, die Ungebildeten zu lehren und die Sturen sowie Eigenmächtigen zu bestrafen befahl. Er erneuerte die Kirche, geizte nicht an Ausgaben für die Verschönerung der Höhlen, unterstellte das Pustynno-Mykolajiwskyj Kloster der Lawra, gründete das Holosijiwska-Kloster, ließ auf eigene Kosten ein Heim für Arme vor der Lawra bauen und nahm sich vor, im Höhlenkloster eine Hochschule einzurichten“.

#### Tätigkeit als Herausgeber
Petro Mohyla setzte alles daran, der Druckerei des Kiewer Höhlenklosters während seiner Zeit als Archimandrit eine wichtige Stellung zu verschaffen – sowohl im Vergleich zu anderen Druckereien in der Ukraine und in Weißrussland, als auch im gemeinschaftlichen Klosterleben.
Innerhalb von fünfeinhalb Jahren wurden in der Druckerei des Höhlenklosters 15 Titel herausgegeben. Darunter waren auch von Petro Mohyla selbst verfasste Bücher. 1628 wurden in der Lawra von Mohyla die aus dem Griechischen übersetzten Werke „Агапита діакона главизны поучительны“ und „Триодь цветная“ gedruckt, worin die Bedeutung und Wichtigkeit von Kirchenhymnen erläutert werden.
1629 wurde auf der Kiewer Versammlung der Druck des Buches „Liturgiarion“ von Petro Mohyla genehmigt. Bei dem „Liturgiarion“ handelt es sich um eine Dienstanleitung, welche von Mohyla nach griechischem Vorbild und seinen eigenen dogmatischen und zeremoniellen Ansichten der Liturgie angepasst wurde. Dies ist eine der bedeutendsten Arbeiten Mohylas, welche im Zeitraum von über zweihundert Jahren nichts an ihrer Bedeutung verlor. Des Weiteren erhielt sich in Mohylas persönlichen Aufzeichnungen eine Reihe Canones und Kirchenlieder, die es zum Teil in spätere lawrische Ausgaben geschafft haben: das sind der Kanon der Eucharistie der Geistlichen, der Kanon des Ausgangs der Seele, der Kanon über die Schaffung des Lichts und das Weinen der aus dem Paradies verjagten Stammeltern, der Kanon der Reue, dankbarer Gesang zu Ehren der heiligen Gottesmutter in Verbindung mit der durch sie gewirkten wundersamen Befreiung des Kiewer Höhlenklosters von der Belagerung durch ein Heer aus Ljazk (1630) u. a. Diese kleinen Werke sind verfasst in Ruthenisch-Kirchenslawisch und zeugen vom literarischen Talent Petro Mohylas.

#### Diplomatische Tätigkeit
Das Leben und der Kirchendienst Petro Mohylas fallen in die Zeit konfessioneller Konflikte und Umbrüche. Die Ausübung des orthodoxen Glaubens war überaus kompliziert in der Ukraine der ersten Hälfte des 17. Jahrhunderts. 1596 wurde die Kirchenunion von Brest unterzeichnet, in deren Ergebnis die Mehrheit der orthodoxen Bischöfe die Oberhoheit des Papstes anerkannte und die orthodoxe Kirche ungesetzlich blieb.
Die Mehrheit des Volkes und der Klöster erkannten die Union nicht an. Entrechtung und Verfolgungen der Orthodoxen waren manchmal daraufhin zu beobachten. Man entband orthodoxe Geistliche von ihren Ämtern und verbot die Ausübung des Gottesdienstes und des Kirchenzeremoniells, sodass viele orthodoxe Kirchen geschlossen wurden und verkamen.
Petro Mohyla hielt es für überaus wichtig, die Unierten und die Orthodoxen miteinander zu versöhnen. Aber die öffentlichen Ansichten über alle seine Bemühungen in dieser Richtung waren geteilt. Die einen beurteilten seine Versuche als gutherzig und mutig, während andere sie für hinterlistig hielten und dem Zweck folgend, Orthodoxe mit den Unierten zu vereinen und damit den Kontakt der orthodoxen Kirche im Gebiet der heutigen Ukraine zu den östlichen Patriarchen und zu Moskau abzubrechen. Zur damaligen Zeit waren die ukrainischen Beziehungen zu Russland, und erst recht die zur russischen Kirche, minimal. Moskau waren die Kiewer Angelegenheiten zweitrangig, weil es zu der Zeit galt, die Macht des Zaren der neuen Dynastie von Michail Romanow zu beschränken. Zudem fand die Ernennung des Kiewer Metropoliten und der Bischöfe ohne Zutun der russischen Kirche statt.
Am 29. Juni 1629 wurde in Kiew eine Versammlung einberufen, deren Diskussionsgegenstand die Aussöhnung zwischen Unierten und Orthodoxen sein sollte. Sie blieb ergebnislos. Die Hoffnungen Petro Mohylas wurden auch in der Lwiwer Versammlung nicht erfüllt. Die Misserfolge in der Streitschlichtung zwischen den Kirchen riefen Enttäuschung und Hoffnungslosigkeit unter den Orthodoxen und den Griechisch-Katholiken hervor.
Der heftigste Schlag wurde Mohyla durch den Tod von Iow Borezkyj zugeführt. Er erhielt die Kunde vom Tod seines einstigen Lehrers bei seiner Rückkehr nach Kiew, gerade von der Einweihung der Stawropihijska-Kirche in Lwiw (16. Januar 1631) kommend. Die Kirche war von der Lwiwer Bruderschaft mit großer finanzieller Unterstützung Mohylas gebaut worden.
Dem Testament von Iow Borezkyj folgend, trat Petro Mohyla in die Kiewer Bruderschaft ein und wurde zum ältesten Bruder und Betreuer von Bruderschaft, Kloster und Schule. Diese Stellung ermöglichte ihm die Leitung der metropolitischen Kathedrale, doch das Amt des Metropoliten trug Isaja Kopynskyj.

#### Tätigkeit im Bildungswesen

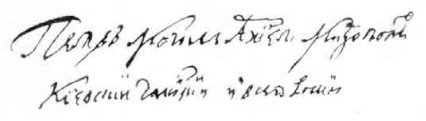
Unterschrift von Petro Mohyla

Mit dem Namen Petro Mohyla verbindet man die Entfaltung des Systems der hohen und mittleren Ausbildung in der Ukraine, die nicht einfach nur die westeuropäischen Schulen kopierte, sondern auch ernsthaft mit ihnen konkurrieren konnte.
Im Frühjahr 1631 wurde die erste Schule auf dem Territorium der Kiewer Höhlenlawra geöffnet. Sie wurde von insgesamt 100 Schülern besucht. Der Unterricht in der Klosterschule wurde auf Lateinisch sowie auf Polnisch durchgeführt und nach dem Muster der damaligen polnischen Eliteschulen, den Jesuitenkollegien, ausgerichtet. Petro Mohyla wies immerzu auf die Bedeutung von Bildung für die Entwicklung der Gesellschaft und versuchte, in Kiew solche Schulen zu gründen, die die Ansprüche der Zeit erfüllen und vergleichbaren europäischen Lehranstalten in nichts nachstehen würden. Noch vor der Schulgründung kümmerte er sich um fähige Lehrer, er wählte fähige junge Leute und schickte sie auf seine Kosten ins Ausland zum Studium.
Doch der Aufbau der Schule wurde Mohyla nicht leicht gemacht. Zu Beginn äußerten sich die Geistlichen des Kiewer Höhlenklosters gegen die Einrichtung von Schulräumen. Mohyla konnte dieses Problem regeln, doch bereits als die Ausbildung begann, sahen die Gegner Mohylas in der Klosterschule eine Konkurrenz für die Kiewer Bruderschaftsschule. Daraufhin erhoben die Kiewer Bruderschaft und die Kosakenschaft die Forderung nach Vereinigung der beiden Schulen. Sie wurden auch vom neuen Metropoliten Isaja Kopynskyj unterstützt.
Petro Mohyla ging auf die Fusion unter der Bedingung ein, dass er der Wächter und Betreuer der vereinigten Institution werden sollte. So wurden die beiden Schulen 1632 unter dem Namen Kiewer Bruderschaftliches Kollegium zusammengefasst. Dies war die erste Hochschule in Osteuropa, die den Grundstein für die universitäre Ausbildung in diesem Teil des Kontinents legte.
Das Kollegium war organisiert nach Vorbild der besten Schulen der westlichen Welt. Die Studenten wurden hier in drei Sprachen unterwiesen: dem Griechischen, dem Lateinischen und dem Kirchenslawischen. Sie wurden nicht nur mit Theologie vertraut gemacht, sondern auch mit den humanitären Wissenschaften. Die Absolventen dieser Akademie stellten fast die ganze kulturelle Elite der damaligen Ukraine und Weißrusslands dar. Die Schule wurde zu einer Lebenssache Mohylas.
Für die Erhaltung des Kollegiums und des Klosters überschrieb er zwei Wolosten der Lawra und verschenkte das eigene Dorf Poznjakiwka, leistete außerdem finanzielle Hilfe sowohl dem Kollegium, als auch seinen Lehrern und Schülern. Unter seinem unermüdlichen Patronat entwickelte sich das Kollegium intensiv und erreichte bereits nach zehn Jahren ein Niveau, mit dem es die schönsten Vorzeigemodelle der unierten und katholischen Schulen übertraf.
Angesichts der stetig steigenden Schülerzahlen wurde 1634 eine Filiale des Kollegiums in Winnytsja geöffnet wurde, die später nach Goschtschi in Wolhynien verlegt wurde, wo sie bis zum Ende des 17. Jahrhunderts fortbestand. 1636 gründete Mohyla auch ein Kollegium in Kremenez.
Im April 1632 verstarb Sigismund III. Nach polnischem Brauch trat der „konvokatielle“ Sejm, auf dem ein Rückblick auf die Taten des verstorbenen Königs erfolgte und verschiedene Gedanken und Vorschläge für das zukünftige Königreich diskutiert wurden. Dann tagte der „elektielle“ Sejm, auf dem der neue König gewählt wurde. Aus diesem Anlass wurde in Pryluky die große kosakische Rada (Versammlung) zusammengerufen, um eine Delegation für den Sejm zu bestimmen. Petro Mohyla wurde, im Namen des Metropoliten Isaja Kopynskyj und der gesamten orthodoxen Geistlichkeit, einer der Delegierten. Er forderte auf dem Sejm die Aufhebung verschiedener Gesetze, die den Orthodoxen den Bau ihrer Kirchen und die Öffnung von Kollegien und Druckereien verbot. Außerdem setzte er sich für die Rückgabe der Eparchien ein, welche von der polnischen Regierung zuerst geschlossen, dann aber an die Unierten abgegeben wurde.
Da der polnische Prinz Władysław sich die Mehrheit bei der Abstimmung sichern wollte, verfasste er einen Vertrag, in dem er unter anderem anbot, die Forderungen der Kosaken zu erfüllen, die Kiewer Metropolie mit allen Grundstücken und Klöstern den Orthodoxen zurückzugeben und das Bistum Lwiw zu erlauben. Am 8. November 1632 wurde Wladyslaw schließlich zum König gewählt und erfüllte die Forderungen der orthodoxen Geistlichkeit, indem er ihr ein „Diplom“ aushändigte, dessen Inhalt den Orthodoxen größere Rechte garantierte, als dies beim vorhergehenden Vertrag der Fall war.
Dieses „Diplom“ erteilte den Ukrainern die volle Freiheit, aus der Orthodoxen in die Unierte Kirche wie auch umgekehrt zu wechseln. Der Kiewer Metropolit sollte, wie auch früher, vom Patriarchen von Konstantinopel geweiht werden. Die Luzker Eparchie wurde zurückgegeben, eine neue in Mstislawl gegründet, des Weiteren wurde jegliche Benachteiligung von Orthodoxen seitens der Unierten verboten.
Während Petro Mohyla sich bei Wladyslaw für die „durchdachte und gerechte Lösung“ bedankte, einigten sich die Kosakenschaft und die orthodoxe Geistlichkeit in den letzten Tagen des Sejm für eine Absetzung Isaja Kopynskyjs vom Amt des Metropoliten, da dieser bereits alt und kränklich war. In unmittelbarer Abfolge dessen wählte man in Warschau Petro Mohyla zum Metropoliten.

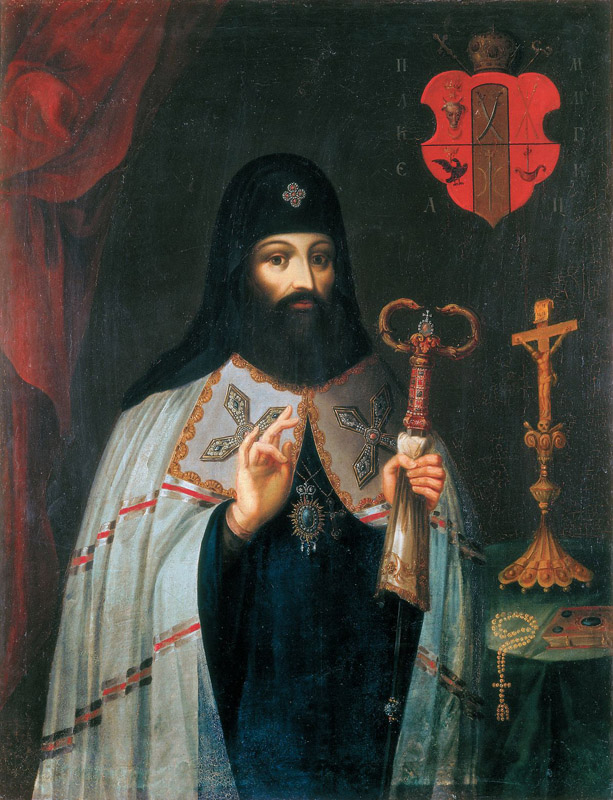
Petro Mohyla als Metropolit von Kiew

In der königlichen Urkunde wurde ihm die Kiewer Sophienkathedrale und die Aufsicht über das Pustynno-Mykolajiwskyj-Kloster zugestanden, während er seine Stellung als Archimandrit im Kiewer Höhlenkloster behalten durfte. Bald erhielt Mohyla auch die Segnung des Patriarchen von Konstantinopel, wobei dieser dem neuen Metropoliten den Titel „Exarch des heiligen Thrones von Konstantinopel“ verlieh. Im April 1633 lud Petro Mohyla orthodoxe Kirchenvorsteher nach Lwiw zu seiner Weihe ins Amt des Metropoliten ein. Der Ort war nicht zufällig gewählt, da man ihn hier gut kannte und schätzte. Nach zweimonatigem Aufenthalt in Lwiw kehrte er nach Kiew zurück.
Isaja Kopynskyj erklärte die Wahl Mohylas unterdessen als ungesetzlich an und reichte eine Klage beim König ein. Das Gerichtsverfahren währte lange und so bestellte Petro Mohyla den früheren Metropoliten im Februar 1637 schließlich nach Luts'k, wo er sich mit ihm in Anwesenheit zahlreicher Geistlicher aussöhnte. Doch bereits einige Zeit später richtete sich Kopynskyj erneut gegen Mohyla mit der Aussage, dieser hätte ihn mit Gewalt zur Versöhnung gezwungen. Noch bis zu seinem Tod gab Isaja Kopynskyj seinem Nachfolger keine Ruhe.

### Wirken als Missionar

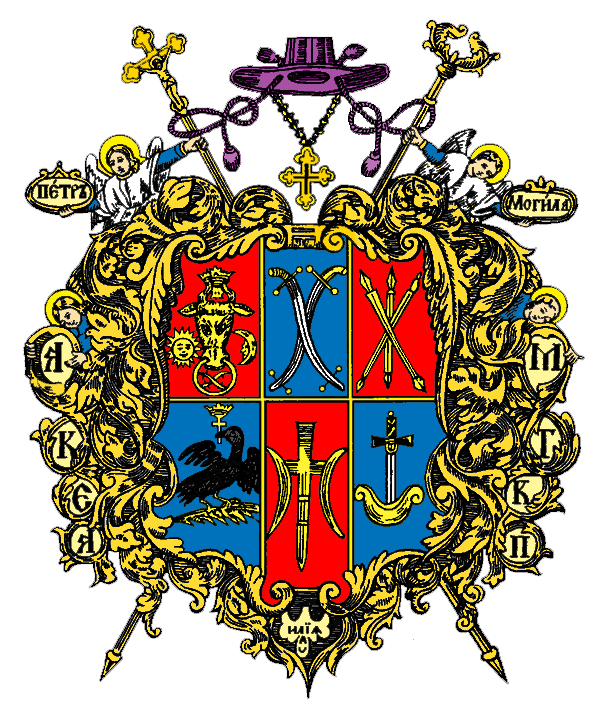
Wappen des Metropoliten Petro Mohyla (1646)

Nach seiner Ernennung zum Metropoliten entfaltete Petro Mohyla mit neuer Kraft die Entwicklung von Kirchen, Bildung und Baubranche. Seine ganze Tätigkeit war auf die Erneuerung des Lebens der Orthodoxen Kirche ausgerichtet. Er stellte strenge, aber gerechte Forderungen an die Geistlichen. Sie berührten vor allem eine verpflichtende gesellschaftliche und theologische Ausbildung und die strenge Befolgung und Einhaltung kanonischer Regeln. Den Schwerpunkt richtete Mohyla auf den Dienst gegenüber der Zivilbevölkerung, der in der Verkündigung der Gottesgebote und der unermüdlichen Fürsorge für die Gemeinde bestand.

#### Erneuerung orthodoxer Kirchen
Im Amt des Metropoliten wurden die Sophienkathedrale in Kiew und mehrere Klöster in Mohylas Obhut übergeben. 1634 begann die Erneuerung der Sophienkathedrale, die zehn Jahre dauern sollte. Der Metropolit ordnete auch an, aus den unteren Schichten der Erde die Überreste der Desjatynnaja Kirche freizulegen, aus deren Ruinen man Reliquien des Großfürsten Wolodymyr bergen konnte. Auf seine eigenen Kosten ließ Mohyla auch die Christerlöserkirche in Brest renovieren, mit deren Ausschmückung er Künstler aus Kryt beauftragte. Diese haben auch bei der Erneuerung der Dreiheiligen- und der Mykhajliwska-Kirche des Wydubyzkyj-Klosters mitgearbeitet.

#### Ordnung der orthodoxen Praktiken

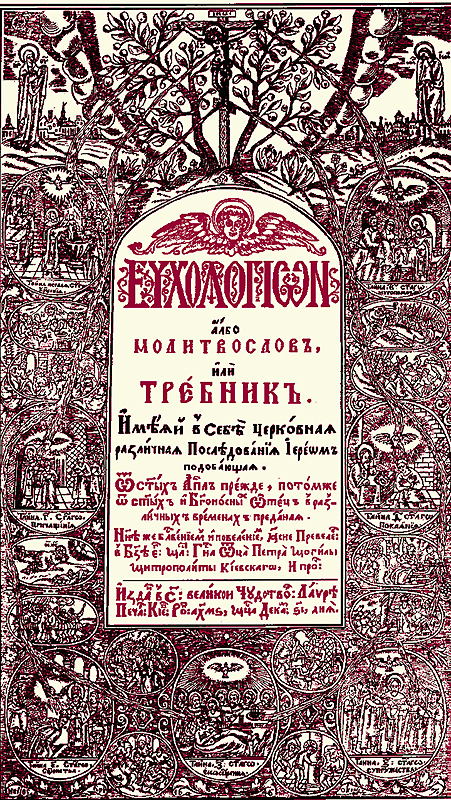
Titelblatt des „Trebnik von Petro Mohyla“ (1646)

Die religiösen Widersprüche und Kontroversen des 17. Jahrhunderts forderten eine genaue und zeitgemäße Auslegung der Grundsätze orthodoxen Christentums. Zur Erfüllung dieses Ziels rief Petro Mohyla 1640 eine Versammlung in Kiew zusammen, zu der Geistliche und Bildungspersonen, vor allem aber Mitglieder der Bruderschaft eingeladen wurden. Das Ergebnis war die Befürwortung einer neuen Ausgabe des Trebnik (Liturgievorschriftensammlung). Er ging als „Trebnik von Petro Mohyla“ in die Kirchengeschichte ein und diente über lange Zeit der Geistlichkeit auch ganz Russlands. Im Trebnik wurden nicht nur Gebete und Gebräuche ausgelegt, sondern auch Erklärungen und Anweisungen festgehalten, wie man sich in gewissen Fällen zu verhalten hat, außerdem dogmatische und zeremonielle Deutungen der Liturgie, die von Taras Zemka, einem Schüler Mohylas, verfasst wurden.
Auch andere Bücher wurden unter Mohylas Anleitung herausgegeben. Eines der bekanntesten ist der Sluzhebnik, ein Vorschriftenkodex für den Kirchendienst (1629, 1639). Auf der Kirchenversammlung in Jassy von 1642 wurde der Sluzhebnik von Vorstehern der Ukrainisch-Weißrussischen, Griechischen und Moldawischen Kirchen revidiert, ausgebessert und unter dem ihm von ukrainischen Geistlichen gegebenen Namen „Die orthodoxe Anerkennung des Glaubens“ anerkannt.
Der erste orthodoxe Katechismus geht ebenfalls auf Mohyla zurück. Für seine Bestätigung wurde 1643 ein gesamtorthodoxer Rat in Jassy einberufen. Da sich die Revision dieses Dokuments aber hinauszog, druckte Mohyla eine verkürzte Fassung. Der vollständige Katechismus wurde erst nach dem Tod Petro Mohylas veröffentlicht, zu Beginn auf Griechisch, Latein und Polnisch, 1696 auch in Russland, nachdem er bereits die Aufmerksamkeit von Theologen aus aller Welt auf sich zog. Über lange Zeit hinweg war Mohylas Katechismus die vollständigste Auslegung des orthodoxen Glaubens.

#### Literarisches Vermächtnis
Petro Mohyla hinterließ mehr als zwanzig Werke kirchlich-theologischen, polemischen, lehrenden, philosophischen und moralisierenden Charakters. Er ist unter anderem Verfasser der Bücher „Jewanhelije“ (1616), „Anfologion“ (1636) und „Efchologion“ (1646).
Petro Mohyla starb am 11. Januar 1647 im Alter von fünfzig Jahren. Im Amt des Metropoliten wirkte er nur vierzehn Jahre. Am 3. März des Todesjahres wurde der Körper des Verstorbenen, gemäß dessen Willen, in die große Kirche der Kiewer Höhlenlawra getragen und dort beigesetzt.
Einige Tage vor seinem Tod verfasste Mohyla ein Testament, in dem er das Kiewer Bruderschaftskollegium als vorrangigen Erben seines Besitzes verkündete. Er vermachte ihm 81.000 Złoty, sein ganzes unbewegliches Eigentum, Wertgegenstände und die Bibliothek. Zu der Zeit besaß Mohyla eine der reichsten Bibliotheken Osteuropas. Darin befanden sich unter anderem Werke Senecas, Horaz’, Caesars, Ciceros, und Machiavellis, außerdem Traktate Avicennas. Neben orthodoxer Literatur fanden sich hier polnische und russische Chroniken, Dokumentsammlungen. Auch Bücher, die Mohyla zu seiner Zeit von Iow Borezkyj vermacht wurden, gingen in die Bibliothek ein.

## Generationenerbe
1991 wurde auf dem Territorium des Kiewer Bruderschaftskollegiums die Kiewer Mohyla-Akademie eröffnet, die mit der Zeit den Status den Status einer nationalen Universität erlangt hat.
1996 wurde Mohyla zum ersten Heiligen, den Ukrainisch-Orthodoxe Kirchen aller Konfessionen kanonisierten.